# Prahmgraben (Randow)
Der Prahmgraben, auf alten Karten manchmal Pramgraben, ist ein Gewässer im Randowbruch im Landkreis Vorpommern-Greifswald. Er wurde als Kanal zum Transport von Glas angelegt und wird heute als Wassergraben zur Entwässerung genutzt.

## Geschichte
Der Kanal wurde im 18. Jahrhundert für den Abtransport der in der Stolzenburger Glashütte im heutigen Rothenklempenower Ortsteil Glashütte hergestellten Glaswaren als Alternative zur langwierigen, aufwendigen Beförderung über unbefestigte Straßen und Waldwege angelegt. Für den Transport der Glaswaren auf dem Wasser nutzte man Prahme, die sich optimal für den Kanal eigneten. Diese wurden voll beladen bis zur Randow gestakt und die Güter dort von größeren Kähnen übernommen, die über die Uecker weiter getreidelt wurden. Über Ueckermünde, über das Stettiner Haff und über die Ost- und Nordsee gelangte das Glas bis nach Dänemark und Holland. Der Prahmgraben ermöglichte zudem die Abfuhr von Torf.
Der Prahmgraben verlor den Verkehr durch den Bau einer befestigten Straße 1893 und den Anschluss an die Randower Kleinbahn durch den nahe des Kanalbeginns gelegenen Bahnhof Stolzenburger Glashütte 1897 und letztendlich mit der Schließung der Glashütte 1929.
In der Folge wurde das Gewässer zur Melioration des Feuchtgebiets und Nutzung von Teilen des ehemaligen Moores als ertragreiche Weideflächen umgenutzt.

## Beschreibung
Der Beginn des Kanal lag unweit der Glashütte (53° 34′ 45,48″ N, 14° 14′ 33,98″ O) Der in der Landschaft unscheinbare Graben verläuft geradlinig mit eintöniger Struktur. Breite und Fließgeschwindigkeit. Das Gewässerbett ist sandig ohne nennenswerte Sohlestrukturen.
Der Prahmgraben führt am Nordrand des Naturschutzgebiets Wildes Moor bei Borken vorbei. Der parallele Weg biete Einblicke in das Gebiet. Der Graben mündet nach 8,40 Kilometern bei der ehemaligen Jägerbrücker Schleuse in den nördlichen Teil der Randow (53° 35′ 45,82″ N, 14° 7′ 30,13″ O).
Im Prahmgraben kommen Aale und Giebel vor. Am Ufer wächst ein schmaler Schilfgürtel.